# 赫尔曼·惠顿
赫尔曼·惠顿（英語：Herman Whiton，1904年4月6日—1967年9月6日），美国男子帆船运动员。他曾代表美国参加1928年、1948年和1952年夏季奥林匹克运动会帆船比赛，获得一枚金牌。

## 家庭
前妻埃米琳·惠顿。